# Floris van Borselen (kastelein)
Floris van Borselen (Latijn: "Florens de Bersalia", overleden in 1368) was heer van Sint-Maartensdijk, wat toen nog bekend stond als het land van Haestinge, zegelbewaarder voor de graaf van Zeeland (1353) en kastelein van Heusden (1357-59).

## Levensloop
Hij was een zoon van Nicolaas of Klaas I van Borselen, heer van Brigdamme en een kleinzoon van Wolfert I van Borselen. Hij wordt voor het eerst genoemd in een charter op 2 september 1351 in de Zeeuwse raad van de graaf van Zeeland, hij dankt deze positie aan zijn invloedrijke vader die hij spoedig zou opvolgen. Tussen 12 februari 1353 en 26 juli 1353 bekleedt hij de functie van "Groot zegelaar" van Willem V van Holland, maar legt deze functie hetzelfde jaar weer neer. Op 10 januari 1354 koopt hij circa 16 hectare grond over van Willem V van Holland en beschikt dan over het land van Haestinghe met bijbehorende "stenen huis" dat voorheen van Gheront van Overbodenen was. In 1357 was hij een van de voornaamste raadsleden en adviseurs van Willem V en bemiddelde in de Brabantse Successieoorlog (1356-57). Hij werd beloond voor zijn hulp met tolvrijheid voor de bewoners van Haestinge en kreeg op 28 oktober 1357 het levenslange bezit van kastelein over het Land van Heusden.
Nadat Willem V "krankzinnig" was verklaard werd Albrecht van Beieren tot plaatsvervanger (ruwaard) benoemd als graaf van Holland, Zeeland en Henegouwen. In 1358 ontstond er een nieuwe "Kabeljauwse opstand" en Albrecht van Beieren verdacht Machteld van Voorne en Floris van Borselen ervan als aanstichters van deze opstand, ondanks dat de Zeeuwse adel nooit officieel een partij keuze hadden gemaakt in de Hoekse en Kabeljauwse twisten. Van Borselen zou onder andere achter een moordaanslag hebben gezeten van een abt in Middelburg in april 1358. Op bevel van Albrecht volgde er een Beleg van Heusden om Floris van Borselen te laten capituleren en de zegelring van Willem van Holland terug te krijgen. Van Borselen gaf zich op 20 februari 1359 over en mocht zonder zware straffen terug keren naar Zeeland waar hij in 1368 overleed. Omdat Floris geen kinderen had volgde zijn broer Frank van Borselen hem op in zijn bezittingen in Sint-Maartensdijk.